# Mencius (bok)
Mencius (孟子; Mèngzǐ) är en samling historier och diskussioner av den kinesiska filosofen Mencius från 300-taler f.Kr. Verket är en av de fyra böckerna som är utvalda som introduktion till konfucianismen. Sannolikt är vissa delar även skrivna av Mencius lärjungar.
Samlingen består av sju kapitel som var och en är uppdelad i två delar. Namnen på kapitlen representerar Mencius konversationspartner:
- 梁惠王上 - Liang Hui Wang I
- 梁惠王下 - Liang Hui Wang II
- 公孫丑上 - Gong Sun Chou I
- 公孫丑下 - Gong Sun Chou II
- 滕文公上 - Teng Wen Gong I Related discussion
- 滕文公下 - Teng Wen Gong II
- 離婁上 - Li Lou I
- 離婁下 - Li Lou II
- 萬章上 - Wan Zhang I
- 萬章下 - Wan Zhang II
- 告子上 - Gaozi I
- 告子下 - Gaozi II
- 盡心上 - Jin Xin I
- 盡心下 - Jin Xin II